# Споменик палим ратницима 1912—1918.
Споменик палим ратницима 1912—1918 налази се у самом срцу Младеновца, на простору некадашње Житне пијаце, данас парка. Споменик је исклесан од белог венчачког мермера, подигнут у славу палих ратника Младеновца у ослободилачким ратовима Србије 1912—1918. године. Младеновац препознајемо по „споменику војнику” како га многи често називају, а када младеновчане проверавају да ли су „прави” пропитују их стихове песме исклесане на овом вредном уметничком остварењу. Иницијативу за подизање споменика покренули су преживели ратници Младеновца, што је општинска власт прихватила и почетком 1926. формирала Одбор за подизање споменика.
Споменик представља непокретно културно добро као споменик културе, (Службени лист града Београда бр.16/87).
Фигуру ратника у камену извео је Михаило Миловановић, ратни сликар, академски сликар и вајар. Споменик у Младеновцу је његово најзначајније дело. Истовремено представља одраз уметничких, естетских и материјалних домета наше средине тога доба.

## Аутор
Академском сликару и вајару, каменоресцу по занату Михаилу Миловановићу поверена је израда споменика. О подизању споменика у књизи аутора Ђорђа Пилчевића из Ужица пише: 
Од првог дана када су с Венчаца довучени велики блокови белог мермера од којих је Михаило почео да обликује споменик по свом нацрту, па до његовог завршетка, стално је био под надзором знатижељних очију. Свакодневно су се скупљали грађани, општински чланови, сељаци који су долазили послом у Општину па на пијацу, преживели солунци и гледали како ради вајар, како напредују радови. Вајар је дао све од себе да споменик буде достојан палих хероја овог дела Шумадије који су проносили славу српског војника и српског оружја у Првом светском рату. Споменик је завршен после петомесечног свакодневног рада уметника.

## Изглед споменика
Висок је око шест метара и састоји се од високог постамента и фигуре коју носи. Постамент садржи три сегмента. У првој зони је кружни, геометријски мотив, који подсећа на шаре Шумадијског ћилима, а на другом делу између два декоративна ступца, уклесани су стихови чији је аутор Михаило Миловановић.
У камену камени витеже,

насред млада Младеновца града,

Гордо хрли небу у висине,

Гордо хрли, те се с небом грли

Као симбол патње и победе

И напајај кроз дуга столећа

Духом вере, братства и јединства

И љубављу снагом и лепотом

Снагом расе а лепотом духа

Кршну децу, кршне Шумадије!
На бочним странама споменика су спомен-плоче са именима 73 пала Младеновчана у Балканским ратовима и Првом светском рату.
У трећем сегменту, на предњој страни споменика, налази се грб Краљевине Србије – двоглави бели орао с круном, са уклесаним годинама 1912-1918. око српског грба и натписом: ЗА СЛОБОДУ И УЈЕДИЊЕЊЕ НА ПОНОС И СЛАВУ. Са друге стране постамента, Миловановић је урадио велики барељеф на коме је, на изванредан начин, приказао артиљерце у дејству.
На високом постаменту је фигура српског војника, с пуном ратном спремом, који испред себе држи пушку, кундаком ослоњену на тло и поносито гледа шумадијски предео испред себе. Као модел за лик ратника, уметнику Миловановићу је послужио Петар Кузмановић, звани Пера Буква, пекарски радник из Младеновца, који се у то време затекао на редовном одсуству са одслужења кадровског рока. Локални фотограф снимио је војника Петра у више поза, па је Миловановић одабрао најбољу фотографију и по њој клесао његов лик. И сам Буква је извесно време позирао уметнику.
Камени плато око споменика, који чини његову целину и на који се, с једне и друге стране, долази преко два степеника, има по ободу шест мермерних стубова с крстом и оцилима, на којима је исклесан српски шлем. По три стуба су спојена ланцима повезаних алкама, који симболишу број погинулих Младеновчана у рату.
Пред откривање споменика 1926. грађанима Младеновца издат је проглас:
Грађанима в. Младеновца
У недељу 24. октобра т. године извршиће се свечано откривање и освећење споменика, који је подигнут добровољним прилозима, у славу палих у рату Младеновчана, суграђана наших, који животе своје дадоше за слободу нашу.
Младеновац ће тога дана имати високе и ретке госте, стога се позивате да своје домове и дворишта до тада припремите тако, како би драге и високе госте могли примити у нашу малу, али лепу варошицу поносна и светла образа. Нека тог дана по улицама и вашариштима нашим блиста од чистоте, а заставама и кићени домови наши нека казују радост домаћина и осталих укућана.

## Откривање споменика
У београдским листовима „Политика” и „Правда” најављено је откривање споменика палим јунацима из Младеновца. У Правди се напомиње да је Одбор за подизање споменика одредио једну депутацију, која ће отићи у Тополу да позове Краља, јер се „целокупно грађанство нада да ће Краљ, по могућности лично посетити свечаност”. На величанствену прославу, 24. октобра 1926. У Младеновац се слила скоро цела Шумадија. Поред бројних званица дошао је и велики пријатељ српског народа Швајцарац др Арчибалд Рајс, затим представници народне одбране, удружења инвалида, добровољаца и ратника, Црвеног крста и других удружења. Свечаност су својим присуством увеличали и српски патријарх Његова Светост Димитрије и краљ Александар Карађорђевић са краљицом Маријом, који су тог преподнева дошли аутомобилом из Тополе, а у пратњи маршала Двора.
Први венац на споменик положио је врховни командант краљ Александар Карађорђевић. На венцу је писало: „Својим ратним друговима Александар Први.” Док су представници Општине и разних удружења полагали венце краљ је разговарао с вајарем Михаилом Миловановићем, који је израдио споменик и изјавио му своје допадање.
Споменик палим ратницима Младеновца без сумње је најуспелије варајско дело Михаила Миловановића и може се с правом убројати међу најрепрезентативнија спомен обележја у Србији која су подигнута у славу палих ратника у ослободилачким ратовима Србије од 1912. до 1918. године, обележје служи на част и понос грађанима Младеновца, јер се многе вароши и градови Србије ни до данас нису, на овакав достојан начин, одужили својим палим ратницима за слободу.